# 17

## Події
- 26 травня — Після перемоги над германськими племенами хаттів і херусків тріумфальною ходою увійшли в Рим воїни римського полководця Гая Юлія Цезаря Германіка, племінника і прийомного сина імператора Тіберія
- Повстання червонобрових
- Каппадокія (римська провінція)
- Повстання Такфаріната
- Землетрус у Лідії